# Vridblommossa
Vridblommossa (Schistidium lancifolium) är en bladmossart som först beskrevs av Nils Conrad Kindberg, och fick sitt nu gällande namn av Carl Magnus Blom. Vridblommossa ingår i släktet blommossor, och familjen Grimmiaceae. Arten är reproducerande i Sverige.